# Stimpy

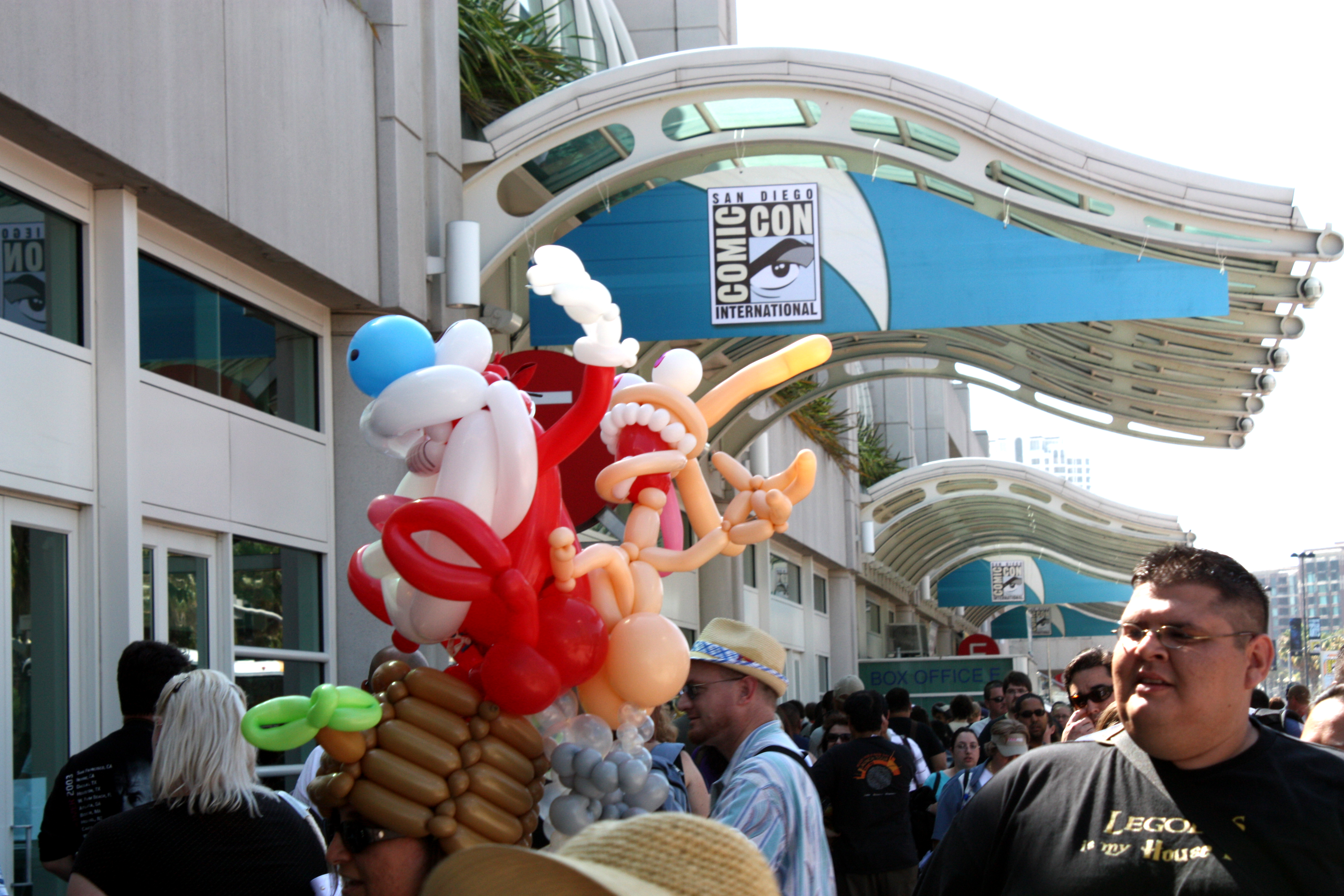
La figura de Stimpy formada por globos en la Comic-con de 2009

Stimpy, cuyo verdadero nombre es Stimpson J. Gato, es uno de los protagonistas de la serie de dibujos animados Ren y Stimpy, creada por John Kricfalusi.

## Apariencia y naturaleza
Stimpy es un gato gordo, rojo en su totalidad y blanco en el estómago, con una gran nariz azul, párpados púrpuras, sin cola, nalgas con apariencia humana, pies planos y un cerebro del tamaño de un cacahuete (a pesar de una cierta inteligencia, tal como el hecho de poder cocinar), Stimpy es innegablemente estúpido e idiota, pero a la vez adorable y alegre: es inteligente en cierto modo, y totalmente opuesto a Ren, pues él considera a Ren como un buen amigo (a pesar del abuso constante de Ren hacia él). Aunque él es gordo, hace la mayor parte del trabajo de la casa.
Su expresión facial es una sonrisa ignorante con su lengua hacia fuera, toda una marca registrada. La mayor parte del tiempo cuando encuentra algo divertido, él dice su famoso latiguillo, “Oh, que alegría!” o simplemente “Alegríííía”. Stimpy es el nombre de un compañero de la escuela de arte de Kricfalusi, cuyo apodo era “Stimpy Kadogan” (el “asesino Kadoogan” era el seudónimo de Stimpy en el episodio "Perro Loco Höek", y en otros varios episodios; y en algunos otros lo refieren como Stimpson J. Kadogan). Interpretado por la voz de Billy West (quien imitaba la voz de Larry, de Los Tres Chiflados) en la serie de Nickelodeon y más adelante por Eric Bauza en Spike TV con Adult Party Cartoon. 
Kricfalusi se inspiró en la historiera Gruesome Twosome para crear a Stimpy.
Según él, la razón por la cual la gente adora a Stimpy es el hecho de que a pesar de no ser muy brillante, posee un enorme corazón (como la ocasión en la que se desvivió por curar a Ren, cuando este estaba enfermo) y siempre está contento y de buen humor diciendo "Feliz feliz, Alegre Alegre".
Stimpy se caracteriza por su inteligencia más que nula, aunque es un buen inventor de cosas "científicas" para fines por lo general estúpidos pero siempre bien intencionados. Además siempre utiliza a Ren como conejillo de indias para probar sus nuevos aparatos. Su invento más característico fue el casco de la felicidad con el cual Ren estaba contento en todo momento aún contra su voluntad.
Otro detalle característico es su gusto por coleccionar asquerosidades como los enjuagues bucales luego de cepillarse los dientes; banditas adhesivas con sangre; un ovillo hecho con su pelusa de ombligo; o mocos pegados debajo de una mesa, en la cual él cree poder hablar con ellos. Sin embargo, esto no lo hace un personaje sucio o cochino, al contrario, es bastante limpio, más que Ren incluso. De hecho, Stimpy fue el que alentó a Ren a cepillarse los dientes después de cada comida y antes de dormir para evitar que estos se le cayeran; sin embargo, Ren hizo caso omiso de su consejo y terminó sin un solo diente, pero luego Stimpy le regalaría su propia muela para compensarlo. 
Cuando está muy asustado o sus nervios colapsan suele escupir peluzas que siempre aterrizan encima de Ren. Este es un gag frecuenta en la serie.
Comparte ciertas similitudes con el primo sueco de Ren, Sven Höek.
- Datos: Q7617364